# Ferrocarril de San Martín del Rey Aurelio a Lieres, Gijón y El Musel
El Ferrocarril de San Martín del Rey Aurelio a Lieres, Gijón y El Musel fue un proyecto de ferrocarril español, en la provincia de Asturias, pensado para dar salida al mar Cantábrico, a través del puerto del Musel, al carbón extraído en la cuenca del río Nalón.
Comenzó a gestarse a finales del siglo XIX en pleno auge de la minería de carbón en Asturias. Surgió como alternativa al Ferrocarril de Langreo, en funcionamiento desde 1852, y especialmente, para dar servicio a los pozos mineros de Bimenes y Siero.

## Historia

### Inicios
El 15 de julio de 1892 se otorga, a D. Enrique Borrell, la concesión de un ferrocarril de vía estrecha desde Lieres al puerto de El Musel, con un ramal a Gijón
Por otra parte, el 8 de febrero de 1901, se otorga a la Sociedad de Crédito Industrial Gijonés la concesión para la construcción y explotación de un ferrocarril de vía estrecha desde Lieres a San Martín del Rey Aurelio, con ramales a Santa Ana y Rozadas.
Finalmente, el 8 de junio de 1901, se constituye en Gijón, con un capital social de seis millones y medio de pesetas repartidas en 13.000 acciones, la sociedad Ferrocarriles de San Martín del Rey Aurelio a Lieres, Gijón y El Musel, filial de la Sociedad de Crédito Gijonés y depositaria de la concesión ostentada por D. Enrique Borrell. Además de este, cabe destacar entre los accionistas a:
- D. Luis Adaro y Magro.
- D. Luis Belaúnde y Costa.
- D. Domingo Juliana y Albert.
- D. Arturo López y Suárez.
- D. Estanislao de Urquijo y Usía, Marqués de Urquijo.
- D. Antonio Velázquez-Duro.
- D. Felipe Valdés y Menéndez, quien, además, preparó y firmó el proyecto.

El proyecto permitiría enlazar con el Ferrocarril de Langreo; en Lieres con la Compañía de Ferrocarriles Económicos de Asturias; y en El Musel, con el Ferrocarril del Carreño.

### Obras
Las obras de explanación y de fábrica comenzaron rápidamente y se desarrollaron a buen ritmo. Algunas de las actuaciones más significativas fueron:
- En San Martín del Rey Aurelio la estación de El Entrego, el ramal entre Carrocera y Sotrondio, y tres túneles, destacando el de La Vara, que daba acceso a los valles del concejo de Bimenes.
- En Sariego dos puentes: sobre el río Nora y sobre el Arroyo de la Serruca.
- En Siero varios túneles, destacando los de Cuadrielles (más de 1 km de longitud), Castillo (760 metros) y Rebollada (350 metros).

#### Paralización de las obras
Posibles errores en la planificación de las obras y la dificultad de encontrar financiación para las mismas dieron paso rápidamente a la aparición de graves problemas para la ejecución del proyecto.
El 27 de febrero de 1910, uno de los contratistas, presentó una demanda contra la compañía por el impago de varios conceptos relacionados con la ejecución de las obras. El 17 de mayo de 1910, otro contratista, interpuso otra demanda por el mismo motivo.
Para hacer frente a la deuda contraída, reflejada en sendas demandas, a la compañía le fueron embargadas tres locomotoras, carriles, traviesas y diverso mobiliario de las oficinas de Lamasanti y Sariego. Más tarde, los edificios destinados a las estaciones de Lieres y La Collada, fueron adquiridos por vecinos con los que la compañía había contraído deudas.
La situación de la compañía continuó deteriorándose entre demandas, embargos y litigios hasta que una Real Orden el 21 de septiembre de 1916 declaró en quiebra a la sociedad. El 22 de junio de 1922, otra Real Orden declaró caducadas las concesiones realizadas en 1892 y 1901, respectivamente.
Durante los años siguientes, se realizaron diversos intentos de relanzar el proyecto, especialmente por parte de los ayuntamientos afectados. Sin embargo, las obras nunca se retomaron.

### Aprovechamiento posterior
El 9 de junio de 1949 se inauguró el ramal de vía ancha Veriña-La Camocha, que aprovechaba parte del trazado y la infraestructura construida para el Ferrocarril de San Martín del Rey Aurelio. La propietaria del ramal, de aproximadamente 10 km, era la Sociedad Anónima Felgueroso (SAF) y estuvo en servicio hasta el año 1986. Posteriormente se ha convertido en Vía Verde, al igual que varios tramos en otros concejos. Durante un tiempo se conservó la estación cercana a El Entrego pero fue derribada. Sí se conserva, en ruina, la estación de Bimenes.